# مويرا بروكر
مويرا بروكر (بالإنجليزية: Moira Brooker)‏ هي مقدمة تلفزيونية وممثلة بريطانية، ولدت في 1957 في كرويدون في المملكة المتحدة.

## أعمال

### أفلام
- (2014) فرانك[3][4]

## وصلات خارجية
- مويرا بروكر على موقع IMDb (الإنجليزية)
- مويرا بروكر على موقع قاعدة بيانات الفيلم (الإنجليزية)